# Alabina monicensis
Alabina monicensis is een uitgestorven slakkensoort uit de familie van de Cerithiidae. De wetenschappelijke naam van de soort werd voor het eerst geldig gepubliceerd in 1911 door Bartsch.